# 269 Justitia
Justitia /dʒʌˈstɪʃiə/ (định danh hành tinh vi hình: 269 Justitia) là một tiểu hành tinh có kích thước khá lớn ở vành đai chính. Ngày 21 tháng 9 năm 1887, nhà thiên văn học người Áo Johann Palisa phát hiện tiểu hành tinh Justitia khi ông thực hiện quan sát ở Viên và đặt tên nó theo tên Justitia, nữ thần công lý trong thần thoại La Mã, tương đương với nữ thần Themis trong thần thoại Hy Lạp.
Khi được khám phá vào năm 2021, tiểu hành tinh này có màu rất đỏ do có các tholin trên bề mặt của nó, tương tự như các thiên thể bên ngoài Sao Hải Vương. Do đó, Justitia được cho là đã hình thành ở bên ngoài Hệ Mặt Trời mặc dù quỹ đạo hiện tại của nó nằm trong vành đai tiểu hành tinh.